# Battaglia di Flers-Courcelette
La battaglia di Flers-Courcelette venne combattuta tra il 15 e il 22 settembre 1916, nell'ambito degli eventi della più ampia battaglia della Somme della prima guerra mondiale: truppe dell'Impero britannico, comprendenti reparti britannici, canadesi, neozelandesi e indiani, assalirono la linea tedesca nella zona compressa tra i villaggi di Flers e Courcelette, nella Francia settentrionale; lo sperato sfondamento delle linee di difesa nemiche non fu raggiunto dai britannici, che tuttavia guadagnarono un po' di terreno ottenendo una penetrazione di 2,3-3,2 chilometri di profondità su un fronte di 11 chilometri.
La battaglia è ricordata, oltre che per il debutto operativo sul fronte occidentale dei reparti neozelandesi, anche per il primo impiego in battaglia del carro armato: una cinquantina di carri britannici Mark I appoggiarono l'attacco iniziale degli Alleati, anche se non ottennero grandi risultati.

## Antefatti
Dopo l'inizio dell'offensiva anglo-francese sul fronte del fiume Somme il 1º luglio 1916, le forze del generale Douglas Haig tentarono in tutti i modi di sfondare le difese tedesche in Francia attraverso una serie di assalti di fanteria, al fine di aprire un varco attraverso cui far passare la cavalleria per tornare a una guerra di movimento, abbandonando la staticità della guerra di trincea che ormai caratterizzava le operazioni sul fronte occidentale. I primi assalti britannici del 1º-13 luglio (battaglia di Albert) e del 14-17 luglio (battaglia del crinale di Bazentin) consentirono loro di guadagnare un po' di terreno, ma al prezzo di pesanti perdite e senza riuscire a spezzare le difese dei tedeschi, trincerati su una serie di alture dominanti; lo scontro si trasformò ben presto in una dura battaglia di logoramento.
Ai primi di settembre, dopo che con una serie di sanguinosi attacchi erano stati espugnati i villaggi di Guillemont e Ginchy, le truppe di Haig tenevano un fronte quasi rettilineo che correva per 12 chilometri in direzione nord-ovest. Incoraggiato da una serie di successi riportati dagli alleati francesi più a sud, dove in un attacco nei pressi di Chaulnes erano stati conquistati cinque chilometri di trincee tedesche e fatti 7 000 prigionieri nei reparti nemici, il comandante britannico preparò una nuova offensiva da attuarsi per la metà del mese: facendo perno sulla Reserve Army del generale Hubert Gough, schierata sulla sinistra, la Quarta armata britannica del generale Henry Rawlinson doveva sferrare un assalto frontale contro le difese tedesche tra Morval e Le Sars, in concomitanza con una nuova offensiva francese tra Combles e la Somme e con lo scopo finale di isolare e conquistare la stessa Combles; se l'attacco avesse avuto esito positivo, l'azione doveva essere estesa più a fondo, procedendo verso nord alla volta di Courcelette e Martinpuich.
Per l'attacco iniziale furono schierate otto divisioni di fanteria con altre due in riserva, pronte a estendere l'offensiva in caso di successo; inoltre, i britannici decisero di impiegare nell'azione i loro primi carri armati Mark I appena arrivati al fronte: macchine lente e sgraziate, ma capaci di travolgere gli sbarramenti di filo spinato e di resistere al fuoco delle mitragliatrici nemiche, i Mark I erano al loro debutto operativo, anche se Haig aveva richiesto il loro impiego fin dal primo assalto del 1º luglio precedente. Per la metà di settembre 60 dei 150 carri costruiti erano stati trasportati al fronte, e Rawlinson ricevette frettolose istruzioni per includerli nel piano di battaglia: contravvenendo alle opinioni dei loro progettisti, i carri furono subito schierati in prima linea nonostante il poco tempo per metterli a punto e i numerosi difetti meccanici riscontrati, su un terreno poco adatto al loro impiego e frazionati in gruppetti di due o tre mezzi per appoggiare le formazioni di fanteria, invece che essere radunati per un'azione di sfondamento in massa.

## La battaglia

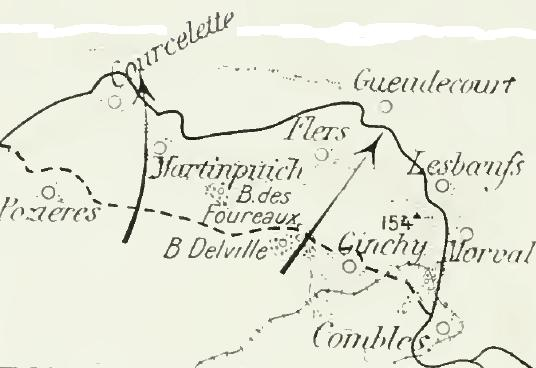
Schema dell'attacco britannico del 15 settembre 1916

Schierato sul fianco sinistro alla congiunzione tra le armate di Gough e Rawlinson e al suo debutto operativo nel conflitto, il Canadian Corps del generale Julian Byng iniziò l'offensiva il 15 settembre partendo dalle rovine del villaggio di Pozières: la 2nd Canadian Division avanzò in un arco da nord a nord-est verso le rovine fortificate del villaggio di Courcelette, guadagnando terreno nei campi a ovest del centro abitato. I canadesi ottennero buoni risultati nel corso del loro primo assalto del 15 settembre, avanzando approssimativamente di 2 chilometri e conquistando i loro obiettivi primari intorno a Courcelette; il villaggio stesso fu conquistato dai reparti del 25th Battalion (Nova Scotia Rifles) e dai franco-canadesi del Royal 22e Régiment ("The Van Doors"), che resistettero poi per quattro giorni ai decisi contrattacchi tedeschi nonostante fossero rimasti tagliati fuori dai rifornimenti di cibo e acqua.

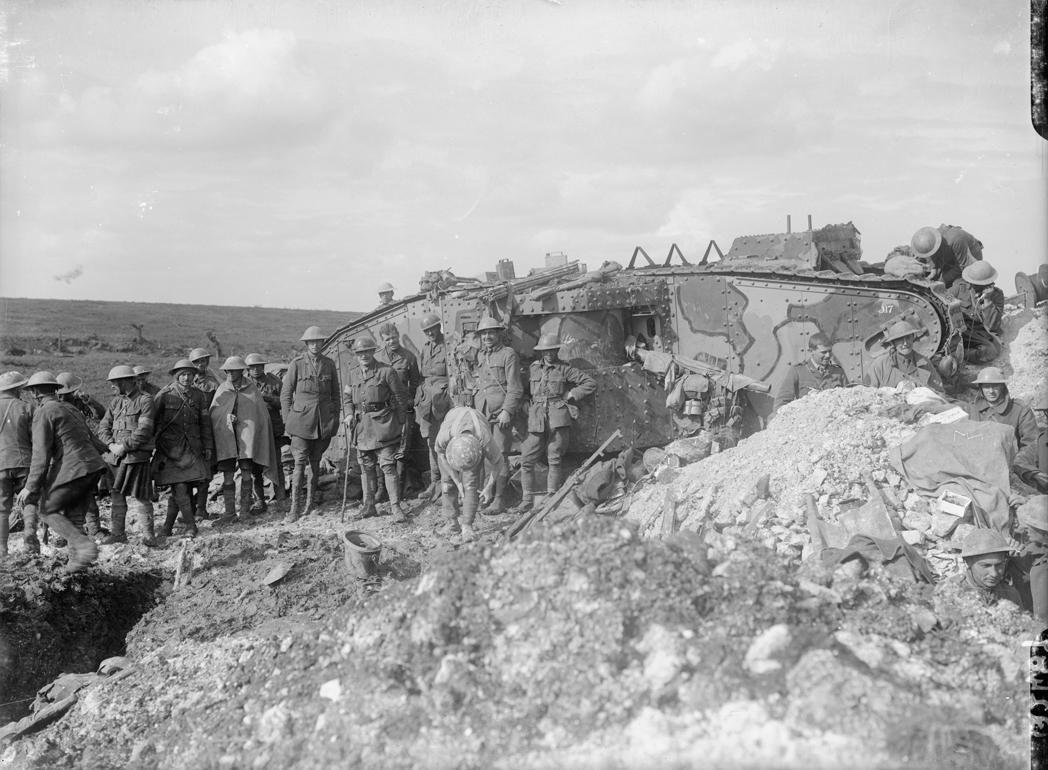
Soldati britannici con un caro Mark I poco fuori Flers

L'armata di Rawlinson ottenne buoni risultati al centro, dove il XV Corpo d'armata avanzò rapidamente: il villaggio di Martinpuich fu espugnato dalla 15th (Scottish) Infantry Division mentre Flers cadde nelle mani della 41st Division entro le 10:00, ma questi erano ancora a più di 1 800 metri di distanza dai più importanti obiettivi finali dell'attacco, previsti nei villaggi fortificati di Gueudecourt e Lesbœufs che si trovava ancora più a est. A sinistra, il III Corpo d'armata conquistò con la 47th (1/2nd London) Division i resti del Bosco Alto ("High Wood"), duramente conteso dai due schieramenti nei precedenti due mesi di scontri, mentre la New Zealand Division catturò nel corso di 30 minuti di pesanti combattimenti alcune importanti posizioni fortificate poste tra il bosco e il villaggio di Flers.
Fu sulla destra di Rawlinson, dove Haigh sperava di aprire il varco per la sua cavalleria, che l'attacco britannico fallì: il XIV corpo d'armata si scontrò con le difese di una vasta ridotta fortificata tedesca nota come "il Quadrilatero" e posta a ovest di Ginchy, che a causa delle pessime condizioni meteo non era stata rilevata dalla ricognizione aerea che aveva preceduto l'assalto; il fuoco dell'artiglieria britannica aveva lasciato quasi intatte le trincee tedesche, e le due divisioni del XIV Corpo (la 56th (London) Division e la 6th Infantry Division) subirono pesanti perdite quando le assalirono. La 6th Division espugnò infine il "Quadrilatero" il 18 settembre dopo quattro giorni di pesanti combattimenti, permettendo alla Guards Division di avanzare per 1 800 metri nel fronte tedesco prima di essere bloccata in vista del suo obiettivo finale, il villaggio fortificato di Lesbœufs.

## Conseguenze

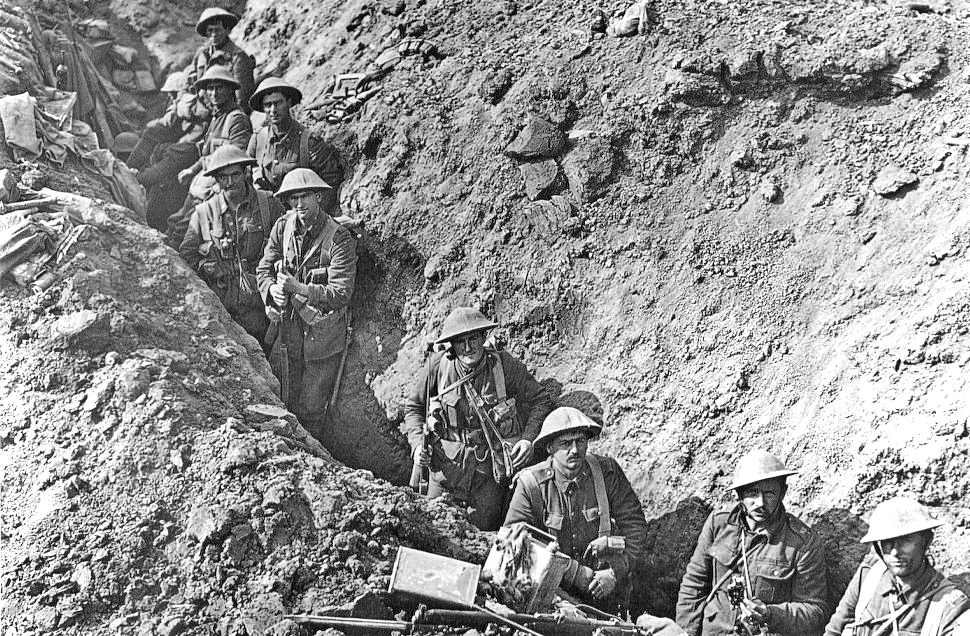
Soldati neozelandesi in trincea poco dopo la battaglia

Quando gli ultimi scontri terminarono il 22 settembre, i britannici erano avanzati con una profondità di 2,3-3,2 chilometri su un fronte lungo 11 chilometri; erano state conquistate alcune importanti alture dominanti, ma lo sperato sfondamento delle difese tedesche non era stato ottenuto. Questo limitato successo era stato ottenuto dai britannici al prezzo di 29 376 tra morti e feriti: la 15th Division ebbe 1 854 perdite, la 50th Division 1 207, la 47th Division 4 000, la divisione neozelandese 2 580, la 41st Division 3 000, la 14th Division 4 500, la Guards Division 4 150, la 6th Division 3 600 e la 56th Division 4 485. Il 25 settembre un grande attacco anglo-francese, inizialmente progettato per il 21 ma poi posposto, costrinse i tedeschi a evacuare Combles e ristabilì la situazione sul fianco destro di Rawilnson; Haig continuò per altri due mesi con i suoi assalti, ma l'arrivo anticipato delle piogge autunnali trasformò il campo di battaglia in un pantano e questo, unito alla resistenza tedesca sempre più vigorosa, portò solo a conquiste irrisorie pagate a un prezzo altissimo per gli attaccanti.
Il debutto operativo del carro armato fu un fallimento: dei 49 carri inviati al fronte il 15 settembre, solo 32 riuscirono effettivamente a partire all'assalto e di questi 14 furono fermati da avarie o si "arenarono" nei crateri aperti dall'artiglieria, mentre altri 9 non riuscirono a tenere il passo della fanteria; i mezzi diedero un utile contributo alla conquista di Flers e in generale provocarono un certo panico tra i difensori tedeschi, ma in definitiva l'effetto sorpresa di questa nuova arma fu sprecato in un'azione con scarse probabilità di successo e conseguendo solo modesti guadagni. Se non altro, l'azione di Flers-Courcelette mise in luce i difetti di progettazione del Mark I e ispirò lo sviluppo di nuove tattiche di impiego dei mezzi corazzati, che infatti divennero molto più determinanti nelle ultime fasi del conflitto